# Katolička Crkva u Kataru
Katolička Crkva u Kataru je dio svjetske Katoličke Crkve, pod duhovnim vodstvom pape i rimske kurije.

## Povijest
U Kataru živi oko 200 000 katolika, od kojih je većina privremenih radnika. Katar,  zajedno s još nekim državama, čini Apostolski vikarijat sjeverne Arabije kojim predsjedava talijanski biskup Camillo Ballin. Katolička crkva Djevice Marije od krunice u Dohi, je prva katolička crkva u Kataru, i prva uopće u nekom arapskom emiratu, posvećena u glavnom gradu, Dohi, 14. ožujka, 2008. Izgradnja crkve koštala je 15 mil. dolara i sagrađena je prilozima katolika koji žive na Arapskom poluotoku. Prije toga, katolici i drugi kršćani mogli su se sastajati samo neslužbeno i privatno po obiteljskim kućama.